# Байесианство
Байесиа́нство (англ. Bayesianism) — формальный подход к проблемам философии науки, основанный на понимании вероятности как степени уверенности. Восходит к теореме Байеса. Играет важную роль в теории подтверждения гипотез экспериментальными данными.
Байесианский подход подразумевает, что степень нашей рациональной уверенности в определённой теории меняется в зависимости от получения новых эмпирических данных, касающихся исследуемого явления. Поэтому для байесианских теорий большое значение имеют понятия априорной и апостериорной вероятностей. Степень уверенности трактуется многими байесианцами как готовность рационального субъекта действовать в соответствии со своими убеждениями (англ. beliefs).
Байесианская эпистемология имеет широкий прикладной характер. На её принципах основаны ключевые отрасли статистики, теории принятия решения и когнитивной науки.

## История

### Истоки байесианства
В основе байесианского подхода лежат идеи английского математика и священника Томаса Байеса (1702—1761). Знаменитая теорема излагается в его работе «An Essay towards solving a Problem in the Doctrine of Chances» (1763), которая была опубликована после его смерти с комментариями его друга, философа Ричарда Прайса. В них предлагалась интерпретация этих исследований как аргумента в дискуссии вокруг критики Юмом метода индукции (его имя не называлось, но очевидно подразумевалось в комментариях Прайса). Байес первым показал возможность эпистемической интерпретации вероятности и доказал частный случай теоремы, позволяющей оценивать вероятность гипотезы на основании новых данных, которая позже получила его имя. Впоследствии Пьер-Симон Лаплас разработал общую версию теоремы и использовал её для решения проблем небесной механики, медицинской статистики и юриспруденции.

### Байесианство в XX веке
В XX веке была разработана субъективная (или персоналистская) интерпретация вероятности. Примерно в одно время независимо друг от друга понятие субъективной вероятности предложили кембриджский философ и математик Фрэнк Рамсей («Истина и вероятность», 1926) и итальянский математик и статистик Бруно де Финетти («Предвидение: его логические законы, его субъективные источники», опубл. в 1937). Однако по-настоящему влиятельной субъективная интерпретация вероятности стала лишь после публикации работы Леонарда Сэвиджа «Основания статистики» (1954).
Суть субъективной интерпретации вероятности можно выразить словами Рамсея: «Степень уверенности (англ. belief) — это её каузальное свойство (англ. causal property of it), которое мы можем приблизительно сформулировать как степень, в какой мы готовы действовать в соответствии с нашей уверенностью». Иными словами, субъективная вероятность есть «мера уверенности в качестве основы для действия». В связи с этим субъективную вероятность часто рассматривают на примере ставок.
Поскольку персональные степени уверенности могут казаться слишком произвольными, в рамках концепции субъективной вероятности существует ряд принципов, призванных ограничить эту произвольность. Наибольшее значение имеет принцип когерентности, согласно которому «множество персональных степеней веры, приписываемых отдельным человеком некоторой совокупности суждений, должно удовлетворять правилам исчисления вероятностей». С этим принципом тесно связан так называемый аргумент голландской книги (англ. Dutch book argument), восходящий к работе Рамсея «Истина и вероятность». В англоязычных странах в контексте азартных игр «голландская книга», предположительно, некоторое время была сленговым обозначением такой комбинации ставок, которая гарантирует убыток вне зависимости от исхода игры. В своей работе Рамсей показал, что агент, нарушающий законы исчисления вероятностей, окажется уязвим, если против него будет использована «голландская книга».
Прилагательное «байесовский» (англ. bayesian) вошло в научный обиход в 1950-е годы, термин «байесианство» закрепился в 1960-е годы. Сегодня принято различать субъективные и объективные версии байесианства: «субъективисты» определяют вероятность как персональную степень уверенности конкретного субъекта, а «объективисты» — как степень уверенности рационального субъекта вообще. В англоязычной литературе среди разных форм субъективного байесианства часто выделяют «ортодоксальное» байесианство — восходящую к де Финетти концепцию, в рамках которой отвергаются любые рациональные ограничения, накладываемые на субъективную вероятность, кроме принципа когерентности и правила обусловливания (то есть правила изменения вероятности гипотезы после получения новых данных). Другие сторонники субъективного байесианства, напротив, стремятся защититься от обвинений в субъективизме, вводя больше рациональных ограничений. Пример такого ограничения — принцип регулярности: требование, чтобы всем возможным событиям приписывалась положительная (то есть >0) вероятность. Такой позиции придерживались Г. Джеффрис, А. Шимони и ряд других авторов.

## Формальные принципы

### Простой принцип обусловливания
В основе байесианского подхода лежат концепции априорной (безусловной) и апостериорной (условной) вероятностей. Априорная вероятность теории — это изначальная степень уверенности субъекта в её истинности, апостериорная вероятность — степень уверенности субъекта после получения новых опытных данных. Изменение вероятности гипотезы может быть формализовано с помощью так называемого простого принципа обусловливания. Его можно сформулировать следующим образом: при априорной вероятности Pri после получения новых опытных данных, представленных утверждением e (при условии, что изначальная вероятность e была выше нуля), принципы рациональности требуют переоценки априорной вероятности Pri и введения апостериорной вероятности Prf так, что Prf(h) = Pri(h | e), где h — любая гипотеза. Простой принцип обусловливания близок к теореме Байеса; он показывает, что разница между апостериорной и априорной вероятностью гипотезы h может быть зафиксирована как количественная оценка того, в какой степени опытные данные e поддерживают h.

### Теорема Байеса
Теорема Байеса позволяет ответить на вопрос, как меняется вероятность гипотезы в связи с наступлением некоторого события, которое позволяет наблюдать произведённый опыт. В современной формулировке теорема Байеса выглядит следующим образом:
{\displaystyle \Pr(h\mid e)={\frac {\Pr(h)\Pr(e\mid h)}{\Pr(e)}},}
где
{\displaystyle \Pr(h)} — априорная вероятность некоторой гипотезы {\displaystyle h},
{\displaystyle \Pr(h\mid e)} — апостериорная вероятность этой гипотезы, то есть её вероятность в свете опытных данных {\displaystyle e},
{\displaystyle \Pr(e\mid h)} — вероятность получения опытных данных {\displaystyle e} в случае истинности гипотезы {\displaystyle h} (такую вероятность называют правдоподобием),
{\displaystyle \Pr(e)>0} — вероятность получения опытных данных {\displaystyle e}.

### Байесианская теория подтверждения гипотез
Байесианский подход предлагает формальные критерии подтверждения и опровержения гипотез: опытные данные e подтверждают теорию h, если и только если вероятность h возрастает после того, как e становится известно, то есть если Pr(h | e) > Pr(h). И наоборот: опытные данные e опровергают теорию h, если вероятность h в свете данных e оказывается меньше, чем априорная вероятность h, то есть если Pr(h | e) < P(h).
Одно из главных преимуществ байесианской эпистемологии здесь — квантитативный логический подход, позволяющий в каждом случае точно определять, подтверждают ли конкретные данные гипотезу или опровергают её.

#### Подтверждение и опровержение в результате логического следования
Принцип логического следствия (англ. entailment) позволяет оперировать с условными выражениями и имплицитными следствиями.
Если из гипотезы h следует e, тогда e подтверждает h (при условии, что априорная вероятность e не равна нулю). При этом вероятность h и ¬e равна нулю, то есть ¬e опровергает h.
Одним из наиболее значительных аргументов в поддержку байесианской теории подтверждения является её возможность объяснить роль гипотетико-дедуктивного объяснения в подтверждении; учитывая, что гипотетико-дедуктивная модель (Гемпеля) является наиболее влиятельной объяснительной моделью науки.

## Байесианская эпистемология и её критика
Байесианская эпистемология обладает множеством преимуществ перед другими эпистемологическими теориями. Байесианский подход позволяет обойти многие известные парадоксы подтверждения гипотез (например, парадокс Гемпеля и «новую загадку индукции» Гудмена). Он также разрешает сформулированный Солом Крипке парадокс догматизма. Суть этого парадокса заключается в конфликте между уже имеющимся у нас знанием и новым опытом: если мы уверены, что некоторая теория истинна, мы заведомо отвергаем любые опытные данные, которые ей противоречат, — и таким образом оказываемся в плену догматизма. Напротив, байесианский подход показывает, что наша оценка теории может меняться и меняется в зависимости от полученных данных.
Байесианская модель научного познания также оспаривает тезис Дюэма — Куайна (в версии Куайна: «Любое утверждение может рассматриваться как истинное, несмотря ни на что, если мы сделаем достаточно решительные корректировки в каком-то ином фрагменте системы»), поскольку демонстрирует, что учёные всегда выбирают, какую из совокупности гипотез объявить ложной, когда эта совокупность гипотез не выдерживает эмпирической проверки. Многие байесианцы полагают, что байесианская теория достоверно описывает реальную научную практику учёных, однако этому противоречит тот факт, что в ситуации выбора между конкурирующими гипотезами учёные не прибегают к изощрённым математическим вычислениям вероятности. Однако не подлежит сомнению тот факт, что байесианская теория подтверждения внесла огромный вклад в развитие представлений о природе научной рациональности.
При всех достоинствах байесианского подхода против него всегда выдвигалось множество возражений. Наиболее распространённым возражением является упрёк в субъективизме, противоречащем традиционному представлению об объективности научного знания. Не менее проблематично обращение многих байесианцев к фигуре идеального рационального субъекта. Критику также вызывает предпосылка о неизменности логики (байесианский подход исключает возможность того, чтобы некоторые опытные данные побудили нас принять теорию, основанную на неклассической логике) и допущение в рамках байесианской логики логического всеведения.